# Sicyos peninsularis
Sicyos peninsularis là một loài thực vật có hoa trong họ Cucurbitaceae. Loài này được Brandegee miêu tả khoa học đầu tiên năm 1903.